# (33016) 1997 GZ31
1997 GZ31 (asteroide 33016) é um asteroide da cintura principal. Possui uma excentricidade de 0.29230240 e uma inclinação de 11.11204º.
Este asteroide foi descoberto no dia 13 de abril de 1997 por Beijing Schmidt CCD Asteroid Program em Xinglong.